# Незабитовский, Василий Андреевич
Василий Андреевич Незабитовский (1824—1883) — русский учёный, юрист, специалист в области международного права, заслуженный профессор и декан юридического факультета Императорского университета св. Владимира, действительный статский советник.

## Биография
Родился в Радомышле в 1824 году в семье бедного канцелярского чиновника.
Учился во 2-й киевской гимназии. В 1846 году окончил юридический факультет Императорского университета Св. Владимира со степенью кандидата, на котором учился в качестве казённокоштного студента. Недолго служил помощником столоначальника в Киевской палате гражданского суда; с 1848 года был учителем законоведения во 2-й киевской гимназии, а затем вскоре занял место профессора Н. X. Бунге на кафедре законов казённого управления в Нежинском лицее князя Безбородко, где преподавал историю русского права, государственное право и финансовое право (1846—1853). Написал магистерскую диссертацию: «О податной системе в Московском государстве, со времени установления единодержавия до введения подушного оклада Петром Великим», которая, как и его актовая речь: «Очерк системы казённых доходов в России со времени императора Петра Великого до кончины императрицы Екатерины II», была изданы уже после его смерти.
В 1853 году перешёл адъюнкт-профессором на кафедру общенародного (т. е. международного) правоведения киевского университета. В 1858 году он получил звание исправляющего должность экстраординарного профессора и направлен на полтора года с учёной целью в заграничную командировку; посетил Германию, Францию, Голландию, Бельгию и Англию. После возвращения в Россию, за работу «Учение публицистов о межгосударственном владении» в 1862 году он был удостоен степени доктора политических наук и назначен ординарным профессором кафедры общенародного права, которую он занимал до самой смерти; декан юридического факультета (1865—1870 и 1876—1879); проректор университета (1865—1867).
С 1857 года он также в течение нескольких лет преподавал законоведение в Киевском кадетском корпусе.
Усвоив учение Р. Моля и других о необходимости разграничения сфер общества и государства, интересов социальных и политических и объединив его с правовыми воззрениями Канта, Незабитовский выработал собственное оригинальное учение о праве. Он старался провести его в докторской диссертации, но факультет не одобрил отступления от научных традиций, и Незабитовскому пришлось переделать свою работу в духе, более согласном с господствовавшими в то время воззрениями. Так возникло «Учение публицистов о межгосударственном владении» (Киев: Унив. тип., 1860. — [2], 66 с.). По своей логической стройности она может служить образцом научной работы в области теории права. Систематическое изложение своеобразного юридического мировоззрения Незабитовского было дано в его статье, приложенной к факультетской рецензии на сочинения Ренненкампфа: «Очерки юридической энциклопедии» (1868). Центральное место в этом учении занимает личность человека. Незабитовский исходил из отрицания основной посылки всей новейшей юриспруденции, принимающей за аксиому, что право возникает в обществе; по его мнению, оно предшествует установлению общежития. Право вызывается к жизни сожительством (coexistentia), в которое люди поставлены самой природой. Основное условие общежития — неприкосновенность человека или мир; поэтому наука права есть наука человеческого мира. Общежитие имеет независимое от права значение; его цель — общее благо. Право сохраняет свою силу и в обществе, но здесь к нему присоединяется ряд новых факторов; совокупность их составляет предмет особой науки — обществоведения или социологии.
Путём такого разграничения Незабитовский имел в виду оградить права человека от произвола общества, которое, ради блага целого, требует иногда принесения в жертву отдельных лиц. Те же взгляды и с той же целью Незабитовский проводил и в международном праве, различая право общенародное от права межгосударственного. По его мнению, право общенародное охраняет права человека независимо от принадлежности его к определенному государству; интересы самих государств защищаются правом межгосударственным. Новейшие публицисты исключительно занялись последним, позабыв о праве общенародном; между тем оно должно служить основой и границей права межгосударственного.
Незабитовский был противником утилитарно-практического взгляда на университетское образование и стоял за исключительно научную постановку преподавания.
В 1863 году Незабитовский принял также участие в составлении брошюры: «Восстание поляков в юго-западе России», изданной от имени совета Киевского университета. 
По выслуге 25 лет он дважды оставлялся на службе последовательно в течение двух пятилетий и умер до истечения второго срока от тяжёлой болезни 14 (26) июня 1883 года. 
Собрание сочинений В. А. Незабитовского было издано, по постановлению Совета Киевского университета, под редакцией профессора А. В. Романовича-Славатинского в 1884 году.